# Joachim Schroeder (Pädagoge)
Joachim Schroeder (* 1961) ist ein deutscher Pädagoge und Erziehungswissenschaftler.

## Leben
Er leistete den Zivildienst in einer Einrichtung für körperbehinderte Jugendliche in einer Sonderberufsausbildung. Er studierte zum Lehramt Grund- und Hauptschule sowie Ergänzungsstudium „Ausländerpädagogik“ an der PH Reutlingen und Diplompädagogik mit Schwerpunkt Schule und Erwachsenenbildung an der Universität Tübingen. Er machte mehrjährige Arbeits- und Forschungsaufenthalte in Chile, Bolivien und Mexiko. Dank eines Promotionsstipendiums der Friedrich-Ebert-Stiftung dann 1992 Promotion in Tübingen mit einer Arbeit über Schulreformen in Lateinamerika. Nach Tätigkeiten als Sozialarbeiter in einer Flüchtlingsunterkunft in Stuttgart und in der Familienhilfe des Jugendamts Tübingen war er wissenschaftlicher Mitarbeiter an der PH Reutlingen und der Universität Tübingen sowie wissenschaftlicher Assistent (C 1) an der Universität Hamburg. Nach der Habilitation 2001 in Hamburg mit einer sozialraumorientierten Untersuchung zur Schulentwicklung in Hamburg-Wilhelmsburg (Venia legendi in „Schulpädagogik“) vertrat er Professuren für Verhaltensgestörtenpädagogik an der Goethe-Universität, für Lernbehindertenpädagogik an der Universität Rostock und Sonderpädagogik an der FernUniversität Hagen. Von 2003 bis 2011 lehrte er als Universitätsprofessor für Lernbehindertenpädagogik in Frankfurt am Main. 2010/2011 hatte er ein einjähriges Opus-Magnum-Stipendium der Fritz Thyssen Stiftung. Seit 2011 ist er Universitätsprofessor für Beeinträchtigungen des Lernens einschließlich inklusiver Bildung und Erziehung an der Universität Hamburg.

## Schriften (Auswahl)
- Flucht – Bildung – Arbeit. Fallstudien zur beruflichen Qualifizierung von Flüchtlingen. Karlsruhe 2007, ISBN 978-3-86059-429-2.
- Das Berufsvorbereitungsjahr. Eine Einführung. Stuttgart 2009, ISBN 978-3-17-020889-6.
- Schulen für schwierige Lebenslagen. Studien zu einem Sozialatlas der Bildung. Münster 2012, ISBN 3-8309-2737-1.
- Pädagogik bei Beeinträchtigungen des Lernens. Stuttgart 2015, ISBN 3-17-023433-1.